# Distretto di Urgun
Il distretto di Urgun è un distretto dell'Afghanistan appartenente alla provincia della Paktika.